# Leonard Bloomfield
Leonard Bloomfield (1 april 1887 – 18 april 1949) was een Amerikaans taalkundige die aan het begin van het Amerikaanse structuralisme heeft gestaan. Door zijn theoretische opvattingen, zoals hij die beschreven heeft in zijn hoofdwerk Language (1933), kwam hij lijnrecht tegenover de traditionele taalkunde te staan.